# Emma Lombardi
Emma Lombardi, född 12 september 2001, är en fransk triatlet.

## Karriär
Lombardi tog guld vid EM i mixad stafett och brons individuellt år 2022. Hon kom på tredje plats totalt i världscupserien 2023.